# St Helens Rugby and Cricket Ground
Le St Helen's Rugby and Cricket Ground est un complexe sportif, situé à Swansea au pays de Galles. Il est utilisé à la fois pour le rugby à XV et le cricket,. 
Il a également reçu plusieurs matches internationaux de la sélection galloise de rugby à XIII, dont cinq fois contre la France.
Pour ses débuts dans le Tournoi des Cinq Nations, la France est reçue le 1er janvier 1910 par le pays de Galles.
C'est le terrain à domicile des All Whites du club de rugby à XV de Swansea RFC, et du club de Swansea Cricket. Il appartient et il est géré par le conseil du City and County of Swansea (en).
Swansea RFC est en 1881 un des onze clubs fondateurs de la Fédération galloise de rugby. Il a formé et fourni régulièrement des joueurs internationaux et de nombreuses équipes nationales étrangères en tournée ont affronté Swansea à St Helen's.